# Khost (stad)

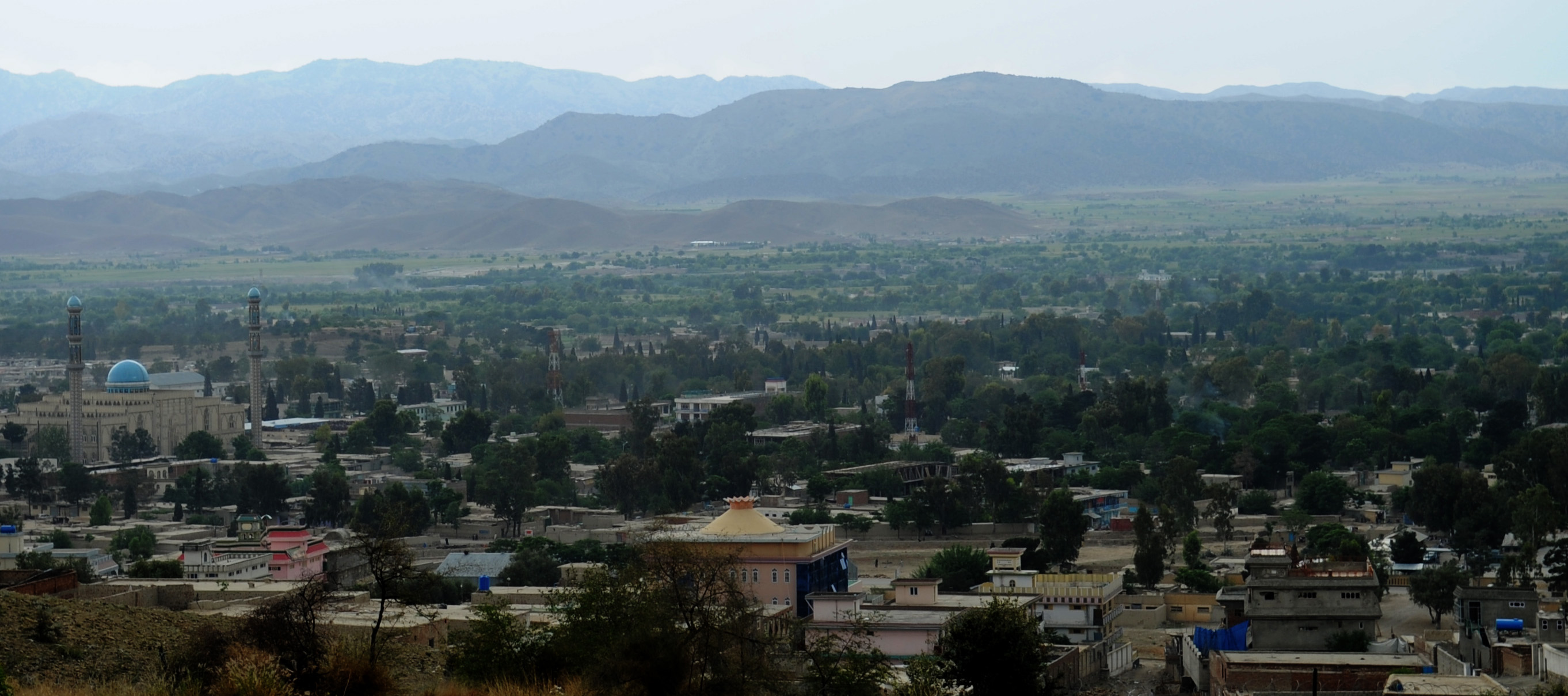
Khost

Khost (soms gespeld als Khowst, Chost of Chowst) is een stad in de bergachtige provincie Khost in Afghanistan op 30 kilometer van de grens met Pakistan. De stad werd tijdens de bezetting van de Sovjet-Unie bij de Afghaanse Oorlog 8 jaar belegerd door Rusland. In 1999 vernietigde de VS er een trainingskamp voor terroristen met behulp van raketten.
De luchthaven van Khost heeft een 2743 meter lange vliegstrook en diende als basis voor helikopters tijdens de Sovjetperiode en tegenwoordig voor de VS-militairen die er zijn gestationeerd in verband met de Oorlog in Afghanistan.
De Grote Moskee van Khost is de grootste moskee in Khost.